# Slag bij North Anna
De Slag bij North Anna vond plaats tussen 23 mei en 26 mei 1864 in Caroline County en Hanover County, Virginia tijdens de Amerikaanse Burgeroorlog. Deze slag was een reeks van kleinere confrontaties bij de North Anna in centraal Virginia en geen grootschalige veldslag tussen beide opponenten. De verschillende confrontaties zijn ook gekend als Telegraph Road Bridge en Jericho Mills (23 mei); Ox Ford, Quarles Mill en Hanover Junction (24 mei).
Na de onbesliste Slag bij Spotsylvania Court House dirigeerde Grant het Army of the Potomac in zuidoostelijke richting om Robert E. Lee naar open terrein te lokken en hem aldaar te verslaan. Hij verloor de race naar de volgende defensieve posities van de Zuidelijken bij de North Anna. Lee wist echter niet wat de volgende stap van Grant zou zijn en liet in eerste instantie de stellingen vrijwel onverdedigd. Op 23 mei stak het V Corps van generaal-majoor Gouverneur K. Warren de rivier over bij Jericho Mills. Een Zuidelijke divisie van het korps van luitenant-generaal A.P. Hill slaagde er niet in om het bruggenhoofd te heroveren. Eenheden van het II Corps van generaal-majoor Winfield S. Hancock bestormde een kleine Zuidelijke strijdmacht bij "Henagan's Redoubt" om de Chesterfield Bridge in handen te krijgen. Na de aanval rukten ze niet verder op in zuidelijke richting.
In de loop van de volgende nacht werkten Lee en zijn genieofficieren een plan uit om sterke defensieve stellingen uit te bouwen in een omgekeerde "V". Dit had als voordeel dat er tussen de benen gemakkelijk troepen verplaatst konden worden om aanvallen af te slaan. Grant liep in de val. Terwijl de aanval van de soldaten van Hancock op het oostelijke been mislukte, werd een andere aanval door brigadegeneraal James H. Ledlie bij Ox Ford eveneens afgeslagen. Er werd geen tegenaanval ingezet omdat Lee ziek geworden was. Zijn onderbevelhebbers waren niet in staat om hun krachten te bundelen.
Na twee dagen van schermutselingen werd ook hier de aanval gestaakt en kwam Grant opnieuw in beweging. Ze marcheerden verder in zuidoostelijke richting naar het kruispunt bij Cold Harbor.

## Achtergrond
Grants Overland-veldtocht was één offensief uit een reeks van gelijktijdig offensieven gericht tegen de Zuidelijke staten. Tegen mei 1864 waren er slechts twee die nog voortgang boekten, namelijk de Atlanta-veldtocht onder leiding van generaal-majoor William T. Sherman en de Overland-veldtocht. Het Army of the Potomac stond onder leiding van generaal-majoor George G. Meade en werd bijgestaan door Grant zelf. Het hoofddoel was de vernietiging van het Zuidelijke Army of Northern Virginia van Robert E. Lee en niet de inname van de vijandelijke hoofdstad Richmond. President Abraham Lincoln was al lang voorstander van een dergelijke strategie. De vernietiging van de hoofdmacht van de vijand zou vrijwel automatisch leiden tot de val van hun hoofdstad. Grant gaf het bevel aan Meade: ”Waar Lee naartoe gaat, daar ben jij ook.” Hoewel hij in stilte hoopte op een snelle overwinning, bereidde Grant zich voor op een langdurige uitputtingsslag.
Op 5 mei stak Grants leger de Rapidan over en betrad de Wildernis bij Spotsylvania. Daar werd hij aangevallen door Lees leger. Hoewel Lee in de minderheid was, met 60.000 soldaten tegenover 100.000 Noordelijken, slaagde hij erin om verschillende vijandelijke korpsen te verrassen. Na een gevecht van twee dagen en 29.000 slachtoffers was er geen beslissing geforceerd. Lee had Grant een halt toegeroepen, maar was er niet in geslaagd om hem terug te slaan. Grant was er eveneens niet in geslaagd om Lees leger te vernietigen. Onder gelijkaardige omstandigheden hadden vorige Noordelijke bevelhebbers eieren voor hun geld gekozen en zich terug getrokken. Grant zette echter door en gaf het bevel aan Meade om de vijand te flankeren door de inname van het kruispunt bij Spotsylvania Court House. Grant hoopte hiermee zijn leger tussen Lees leger en Richmond te manoeuvreren.
Eenheden van Lees leger bezetten het vitale kruispunt echter als eerste. Ze begonnen zich onmiddellijk in te graven. Ondertussen had Meade de Noordelijk cavalerie van generaal-majoor Philip Sheridan de vrijgeleide gegeven om de Zuidelijke cavalerie van J.E.B. Stuart te achtervolgen en te verslaan. Stuart raakte dodelijk gewond in de Slag bij Yellow Tavern op 11 mei. Sheridan voerde een raid uit op de buitenwijken van Richmond. Ondertussen was het Army of the Potomac zijn oren en ogen kwijt tijdens de volgende cruciale dagen.
Tussen 8 en 21 mei vonden er gevechten plaats bij Spotsylvania Court House terwijl Grant verschillende plannen uitprobeerde om door de Zuidelijke stellingen te breken. Op 8 mei voerden de generaal-majoors Gouverneur K. Warren en John Sedgwick aanvallen uit op de vijandelijke stellingen bij Laurel Hill. Deze werd verdedigd door generaal-majoor Richard H. Anderson. Op 10 mei werd een nieuwe aanval uitgevoerd op de nu reeds volledig ingegraven Zuidelijke linies. Hoewel de aanval op Laurel Hill opnieuw mislukte, slaagde kolonel Emory Upton via een innovatieve manier een doorbraak te forceren bij de “Mule Shoe”.
Grant gebruikte Uptons techniek om op 12 mei een grootschalige aanval met 15.000, onder leiding van generaal-majoor Winfield S. Hancock uit te voeren op de Mule Shoe. Het initieel succes van Hancock werd snel tenietgedaan door de snelle Zuidelijke reactie. Aanvallen van generaal-majoor Horatio G. Wright op het westelijk uiteinde van de Mule Shoe, die later bekend zou worden als “Bloody angle” duurden 24 uur. Deze man-tegen-mangevechten worden tot de meest intense van het conflict gerekend. Ook de ondersteunende aanvallen van Warren en generaal-majoor Ambrose Burnside waren geen succes.
Grant heroriënteerde zijn linies en viel op 18 mei opnieuw de vijandelijke stellingen aan. Deze aanval was opnieuw vruchteloos. Opnieuw was de slag onbeslist. Deze strijd had bijna 32.000 slachtoffers geëist. Opnieuw dirigeerde Grant zijn leger in zuidoostelijke richting om Lees leger te flankeren.

### Samenstelling van de strijdkrachten

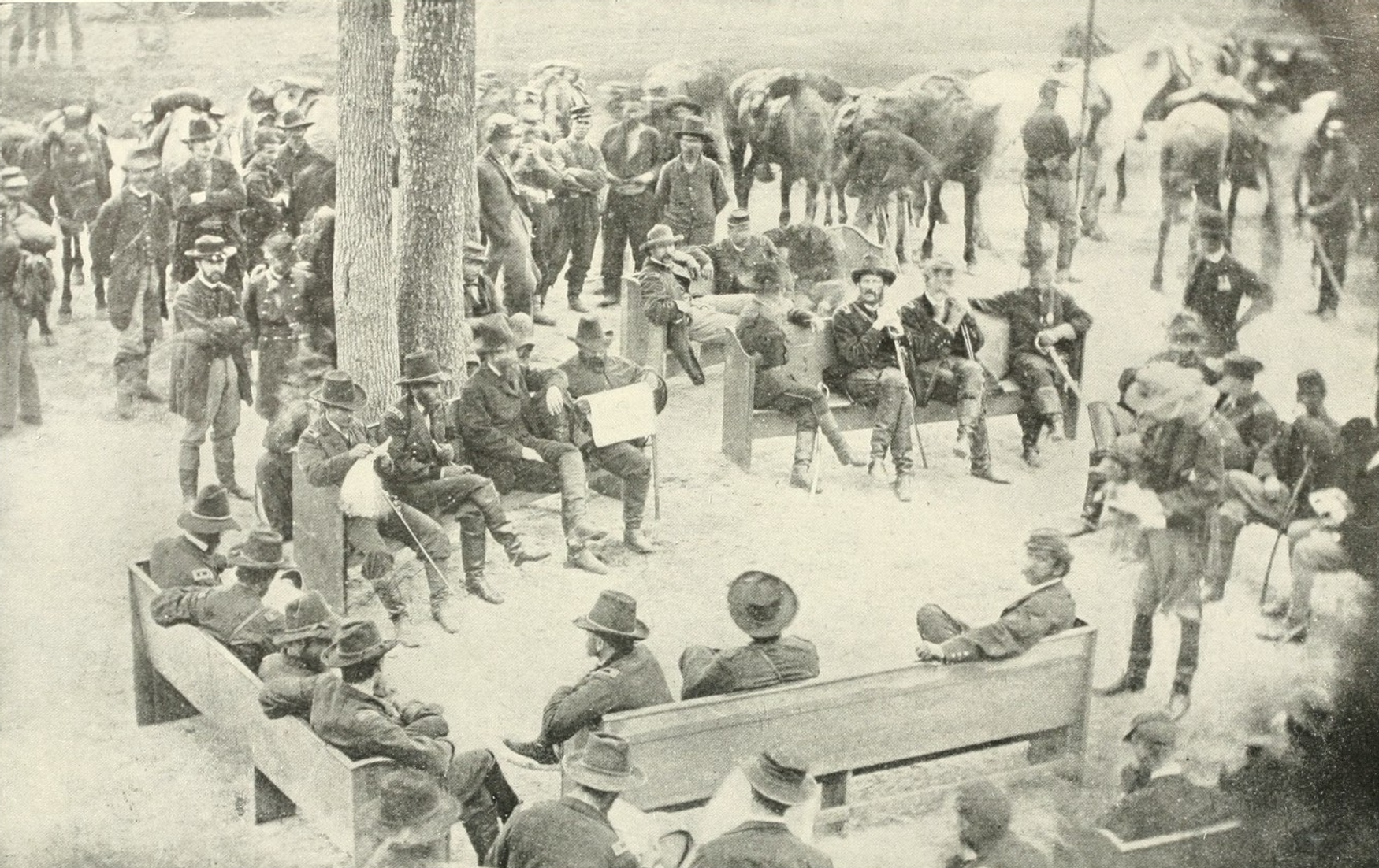
Grant en zijn staff bij Massaponax Church, Virginia op 21 mei terwijl ze de bewegingen naar de North Anna bespreken.

Grants strijdkrachten telde ongeveer 68.000 soldaten. Deze bestond uit het Army of the Potomac onder leiding van generaal-majoor George G. Meade en het IX Corps (tot 24 mei nog een deel van het Army of the Ohio die rechtstreeks onder Grant ressorteerde). De vijf korpsen waren dus:
- II Corps onder generaal-majoor Winfield S. Hancock bestaande uit de divisies van generaal-majoor David B. Birney en de brigadegeneraals Francis C. Barlow, John Gibbon en Robert O. Tyler.
- V Corps onder generaal-majoor Gouverneur K. Warren bestaande uit de divisies van de brigadegeneraals Charles Griffin, Samuel W. Crawford en Lysander Cutler.
- VI Corps onder brigadegeneraal Horatio G. Wright bestaande uit de divisies van de brigadegeneraals David A. Russell, Thomas H. Neill en James B. Ricketts.
- IX Corps onder generaal-majoor Ambrose Burnside bestaande uit de divisies van generaal-majoor Thomas L. Crittenden en de brigadegeneraals Robert B. Potter, Orlando B. Willcox en Edward Ferrero.
- Cavalry Corps onder generaal-majoor Philip H. Sheridan bestaande uit de divisies van de brigadegeneraals Alfred T.A. Torbert, David McM. Gregg en James H. Wilson. (Tussen 9 en 24 mei was Sheridans cavaleriekorps gedetacheerd. Ze was dus niet aanwezig bij de acties rond Spotsylvania Court House en de North Anna.)

Lees Zuidelijke Army of Northern Virginia telde 53.000 soldaten en bestond uit vier korpsen:
- First Corps onder generaal-majoor Richard H. Anderson bestaande uit de divisies van de generaal-majoors Charles W. Field en George E. Pickett en brigadegeneraal Joseph B. Kershaw. (Drie van de vier brigades van Picketts divisies keerden tussen 21 en 23 mei terug naar het Army of Northern Virginia na opdrachten uitgevoerd te hebben bij de James.)
- Second Corps onder luitenant-generaal Richard S. Ewell bestaande uit de divisies van de generaal-majoors Jubal A. Early en Robert E. Rodes.
- Third Corps onder luitenant-generaal A.P. Hill bestaande uit de divisies van de generaal-majoors Henry Heth, John C. Breckinridge en Cadmus M. Wilcox en brigadegeneraal William Mahone. (Hill keerde op 21 mei terug uit ziekteverlof. Breckinridges divisie keerde terug naar de hoofdmacht op 22 mei na opdrachten uitgevoerd te hebben in de valley van de Shenandoah.)
- Cavalry Corps die zonder bevelhebber zat na het sneuvelen van generaal-majoor J.E.B. Stuart op 11 mei en die bestond uit de divisies van de generaal-majoors Wade Hampton, Fitzhugh Lee en W.H.F. "Rooney" Lee. (Hampton werd bevelhebber van het korps op 11 augustus 1864.)

Voor de eerste keer tijdens de veldtocht had Lee omvangrijke versterkingen ontvangen waaronder drie brigades van Picketts divisie (ongeveer 6.000 soldaten) en twee brigades van Breckinridge divisie (ongeveer 2.500 soldaten.) Picketts soldaten arriveerden tussen 21 en 23 mei. Breckinridge eenheden arriveerde op 20 mei bij Hanover Junction.

### 21 mei tot 23 mei: de manoeuvres naar de North Anna

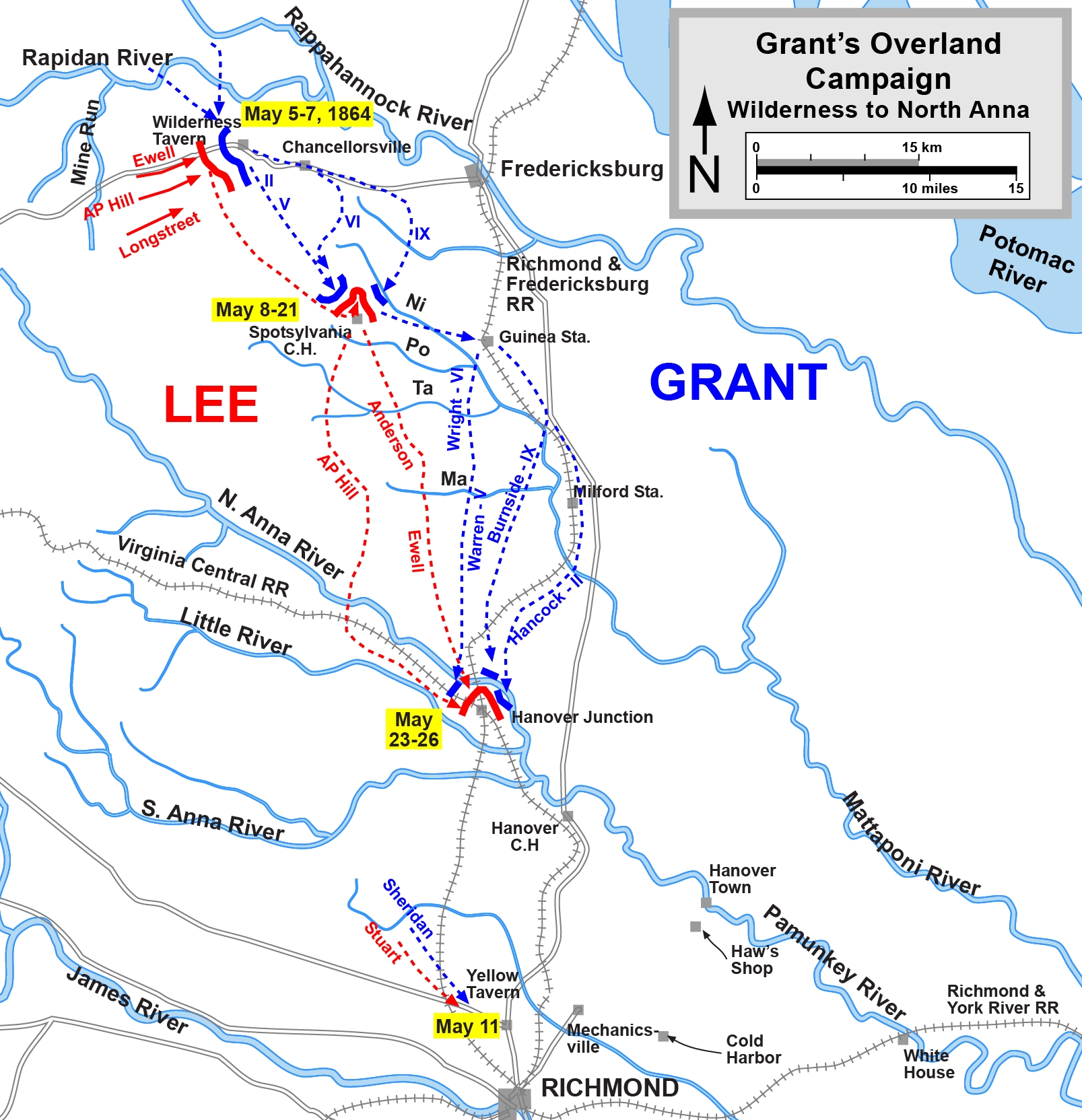
De Overland-veldtocht van de Wildernis tot de North Anna tussen 5 en 26 mei 1864.

Grants volgende doel na Spotsylvania was de North Anna rivier, ongeveer 40 km zuidelijker gelegen. Daar lag een belangrijk spoorwegenknooppunt bij Hanover Junction. Indien Grant erin slaagde om beide doelen te veroveren, kon hij niet alleen de toevoerlijnen van Lees leger afsnijden, maar kon hij ook een potentiële defensieve stelling ontzeggen aan de Zuidelijken. Grant wist bijna zeker dat in een directe race naar de rivier Lee de eerste zou zijn. Daarom ontwikkelde hij een alternatieve strategie. Hancocks II Corps zou als lokaas dienen. Dit korps zou gedetacheerd worden en in zuidoostelijke richting naar Milford Station oprukken. Grant hoopte dat Lee dit geïsoleerde korps zou aanvallen. Indien dit gebeurde zou Grant Lee aanvallen met zijn drie andere korpsen. Indien Lee niet toehapte, had Grant niets verloren en zou hij een voorsprong hebben om als eerste bij de North Anna te geraken.
In de nacht van 20 op 21 mei begon het 20.000 man sterke korps van Hancock aan zijn mars. De flanken werden beschermd door drie regimenten van Noordelijke cavalerie onder leiding van brigadegeneraal Alfred T.A. Torbert. Deze vocht tijdens de mars verschillende schermutselingen uit met zijn Zuidelijke tegenstander brigadegeneraal John R. Chambliss. Tegen de ochtend van de 21ste mei bereikte Hancock Guiney’s Station. De Noordelijke cavalerie botste even verder op 500 soldaten van generaal-majoor George E. Picketts divisie die op weg om zich bij Lees leger te vervoegen. Na een korte schermutseling trokken de Zuidelijken zich terug over de Mattaponi ten westen van Milford Station. De 11th Virginia Infantry had echter geen bevelen ontvangen en diende zich over te geven. Hancock verwachtte op de hoofdmacht van Lees leger te stoten. Uit de aanwezigheid van Pickett leidde Hancock correct af dat Lee versterkingen ontving. Daarom besliste hij om zijn manoeuvre af te blazen om zelf niet het slachtoffer te worden van Grants plan.
In de loop van de 21ste mei had Lee nog geen idee wat de intenties waren van Grant. Daarom wou hij niet te snel de linies bij Spotsylvania Court House verlaten. Hij liet de stellingen van Ewells korps uitbreiden in de richting van de Telegraph Road. Hij zond een boodschap naar generaal-majoor John C. Breckinridge, die net een kleine Noordelijke strijdmacht had verslagen in de vallei van de Shenandoah en die nu op weg was om Lee te versterken, om te stoppen bij Hanover Junction en de North Anna-linie te verdedigen tot Lee arriveerde met de hoofdmacht. Ondertussen vertrokken de andere Noordelijke korpsen. Terwijl Warrens V Corps in de richting van Massaponax Church marcheerde, ontving Grant inlichtingen over de uitbreiding van Ewells linies over de Telegraph Road. Daarop liet Grant Warren oprukken naar Guinea Station om aansluiting te vinden bij Hancocks korps. Burnsides IX Corps botste op Ewells soldaten en kreeg het bevel van Grant om terug te keren en dan eveneens op te rukken naar Guinea Station. Wrights VI Corps volgde Burnsides marsroute. Ondertussen had Lee Grants plannen doorzien en liet Ewell in zuidelijke richting marcheren langs de Telegraph Road. Ewell werd gevolgd door Andersons korps en A.P. Hills Korps.
Op 21 mei had Grant verschillende kansen gemist. Lee hapte niet toe toen het II Corps geïsoleerd marcheerde. Die nacht bivakkeerde Warrens V Corps op ongeveer 1,5 van de Telegraph Road. Warren slaagde erin van de voorbijtrekkende Zuidelijke troepen niet op te merken. Op 22 mei arriveerde Lees leger ongehinderd aan de North Anna. Grant realiseerde zich dat Lee hem opnieuw te slim af was. Zijn korpsen marcheerden slechts enkele kilometers voor ze hun tenten mochten opslaan.

## De slag

### 23 mei: Chesterfield Bridge en Jericho Mills

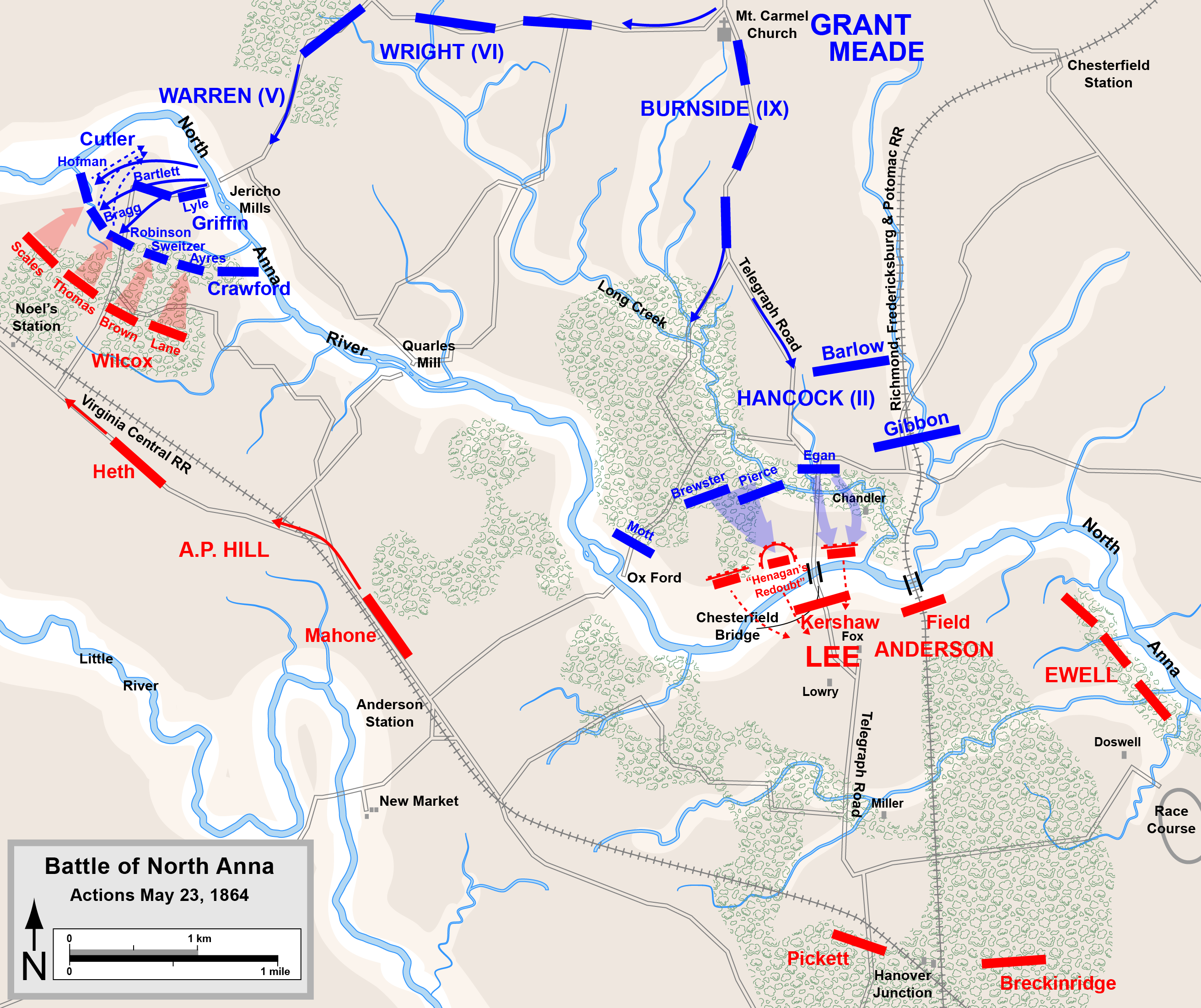
Gevechten en bewegingen op 23 mei.

In de ochtend van 23 mei arriveerde Warren bij de Mount Carmel church en wachtte daar op instructies. Hancocks korps marcheerde er net achter en de soldaten van beide korpsen raakten hopeloos verstrikt. Ondertussen hadden beide bevelhebbers hun nieuwe bevelen ontvangen. Hancock zou verder oprukken langs de Telegraph Road tot aan Chesterfield Bridge, terwijl Warren de North Anna verder stroomopwaarts zou oversteken bij Jericho Mills. Daar lagen trouwens geen noemenswaardige defensieve stellingen. Lee had een deel van Grants plan mis ingeschat. Lee was ervan uitgegaan dat de manoeuvres bij de North Anna slechts een afleiding was en dat Grants hoofdmacht zijn zuidoostelijke marsroute verder zou zetten. Bij de Chesterfield Bridge had een kleine Zuidelijke brigade, onder leiding van kolonel Henagan, een aarden borstwering opgeworpen. Alle andere oversteekplaatsen werden niet bewaakt. Indien Grant nu snel genoeg kon reageren, lag er een gouden kans voor het rapen om de vijand te treffen.

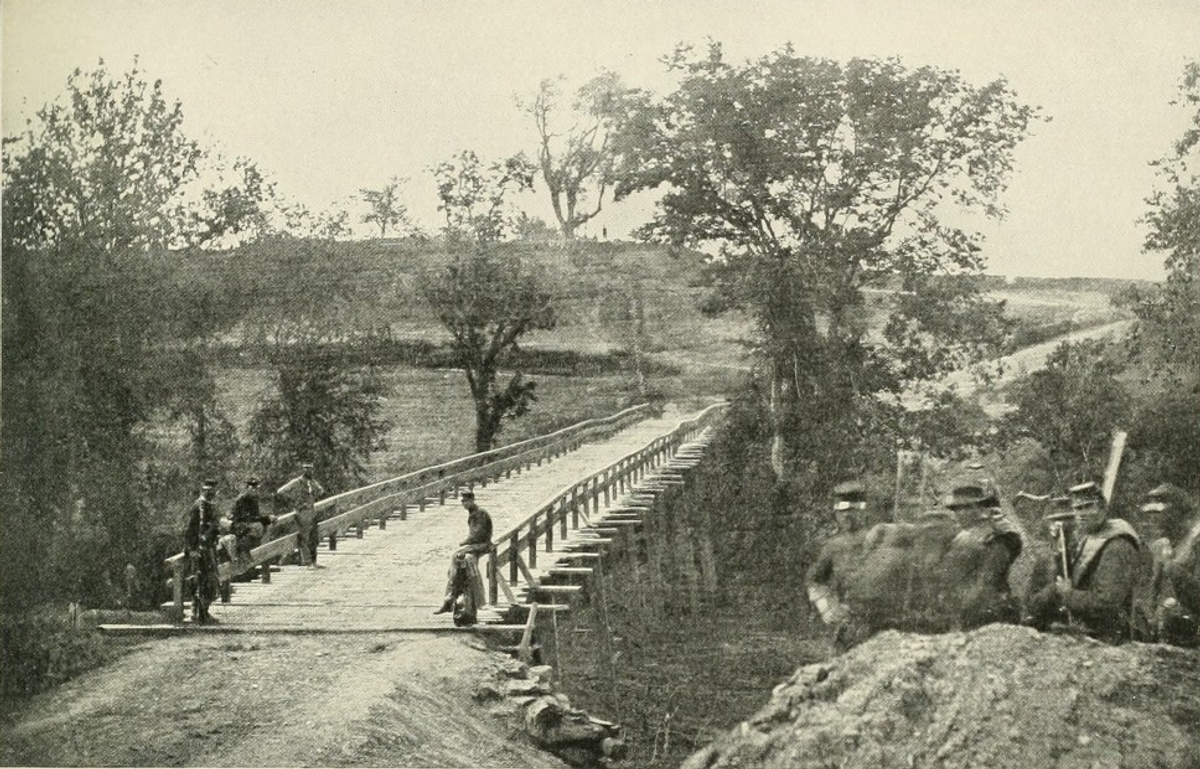
Taylor’s Bridge die ook gekend is als de Chesterfield Bridge op het punt waar de Telegraph Road de North Anna kruist.

De divisie van generaal-majoor David B. Birney vormde de voorhoede van Hancocks korps. Toen ze onder vuur werden genomen door Henagans soldaten, stelde Birney twee brigades op in slagorde. De brigade van Thomas W. Egan vormde de linkerflank. De brigade van Byron R. Pierce vormde de rechterflank van de slaglinie. De artillerie van het Noordelijke II Corps opende het vuur. Deze werd al snel beantwoord door de Zuidelijke artillerie van het First Corps, onder leiding van kolonel Edward Porter Alexander. Generaal lee, die de gevechten in ogenschouw nam bij het Fox house, werd bijna geraakt door een kanonskogel die zich in het doorkozijn boorde en Porter sneuvelde bijna door de brokstukken van de geraakte schoorsteen. Om 18.00 uur viel de Noordelijke infanterie aan. Egan en Pierce werden ondersteund door de brigade van kolonel William R. Brewster. De voorste soldaten staken hun geweren in de aarden wal zodat hun kameraden deze konden gebruiken als ladder. Henagans soldaten werden al snel overmeesterd. Een deel vluchtte over de brug. De poging om de brug in brand te steken mislukte door het gerichte vuur van Noordelijke scherpschutters. De Noordelijken zetten de aanval niet verder om een bruggenhoofd te veroveren aan de ander zijde van de brug door de intense kanonnade van de Zuidelijke artillerie. Ze groeven zich in aan hun zijde van de rivier.

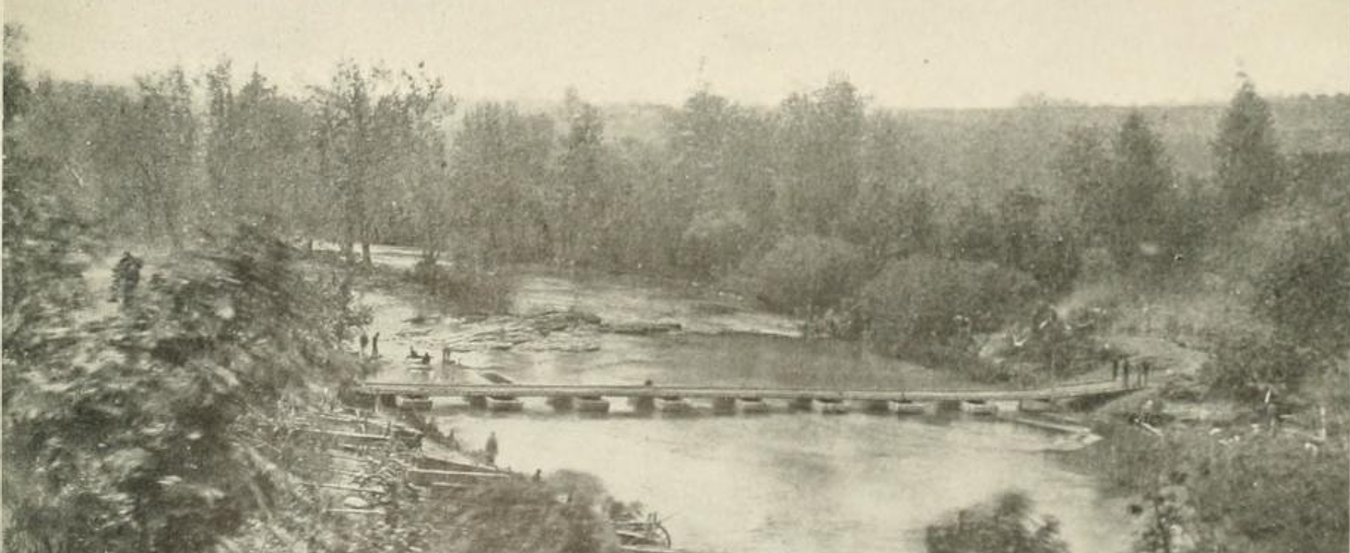
Een zicht op de pontonbrug over de North Anna bij Jericho Mills.

Warren ontmoette geen tegenstand bij Jericho Mills. Bridage-generaal Charles Griffins divisie kreeg het bevel om de rivier te doorwaden en een bruggenhoofd in te richten aan de overzijde. Tegen 16.30 uur kon de rest van het korps de rivier oversteken via een pontonbrug. Toen Warren inlichtingen ontving over de aanwezigheid van Zuidelijken bij de Virginia Central Railroad, stelde hij zijn eenheden op in slaglinie. De divisie van brigadegeneraal Samuel W. Crawford werd opgesteld op de linkerflank. De brigade van Griffin nam de rechterflank voor zijn rekening. Brigadegeneraal Lysander Cutlers divisie stelde zich rechts achter Griffins eenheden op. Lee was overtuigd dat het om een afleiding ging. Daarom liet hij Hill slechts één divisie, onder leiding van generaal-majoor Cadmus M. Wilcox, naar voor sturen om de dreiging af te wenden. Wilcox werd ondersteund door de artillerie van kolonel William J. Pegram.
Wilcox en Pegram zorgden voor een stevige dreun. Crawfords divisie leed zware verliezen door de Zuidelijke artillerie en Griffins divisie werd zwaar onder vuur genomen door de brigades van James H. Lane en Samuel McGowan. Cutler werd onder vuur genomen door de brigades van Edward L. Thomas en Alfred M. Scales. Cutlers linie desintegreerde. Warrens soldaten werden gered van totale vernietiging door twaalf kanonnen aangevoerd door kolonel Charles S. Wainwright. Tegelijkertijd slaagde een deel van brigadegeneraal Joseph J. Bartletts brigade om via een ravijn de rechterflank van Thomas aan te vallen. Thomas’s soldaten vluchtten naar de achterhoede. Hierdoor kon Bartlett doorstoten naar de flank van Scales’ brigade. Toen Wilcox zag dat hij niet op tijd versterkingen zou krijgen van generaal-majoor Henry Heths divisie, besliste hij om zich terug te trekken. Zijn divisie telde 730 slachtoffers tegenover 377 Noordelijken.

### 23 en 24 mei: Lees defensieve stellingen
Tegen de avond van 23 mei had Grant zijn linie gevormd bij de North Anna. Warrens soldaten hadden zich ingegraven op hun bruggenhoofd te zuiden van Jericho Mills. Wright was gearriveerd en stelde zich op in de beurt van Warren. Burnside nam stellingen bij Ox Ford links van Wright. Hancock stelde zich op ter linker zijde van Burnside. Lee begreep dat hier opnieuw een grote confrontatie zou plaatsvinden en stelde plannen op om een defensieve linie te organiseren. Samen met zijn hoofdingenieur, generaal-majoor Martin L. Smith, ontwierpen ze een omgekeerde V-vormige linie met de punt naar Ox Ford gericht. Op het westelijke einde, die tot de Little River liep, werd het korps van A.P. Hill opgesteld. Op het oostelijke einde stonden Anderson en Ewell. Hun stellingen liepen via Hanover Junction tot aan een moeras. Lees soldaten werkten ’s nachts continu door om de defensieve stellingen klaar te krijgen tegen de ochtend. Breckinridge en Pickett werden in reserve gehouden bij de Virginia Central Railroad.
Lees stellingen waren doordacht. Lee hoopte, door ten zuiden van de rivier te blijven, dat Grant zou denken dat hij zich zou terugtrekken. Indien hij de rivier zou oversteken zou zijn leger gesplitst worden door de V-vormige stellingen bij Ox Ford. Lee kon 7.000 soldaten langs de westelijke arm laten om Warren en Wright bezig te houden om met de rest van zijn soldaten een aanval uit te voeren op Hancock vanuit de oostelijke arm. Warren en Wright konden slechts Hancock ter hulp komen nadat ze twee rivieren waren overgestoken. Zo’n operatie was tijdverslindend en speelde extra in het voordeel van Lee.

### 24 mei: Grant steekt de North Anna over

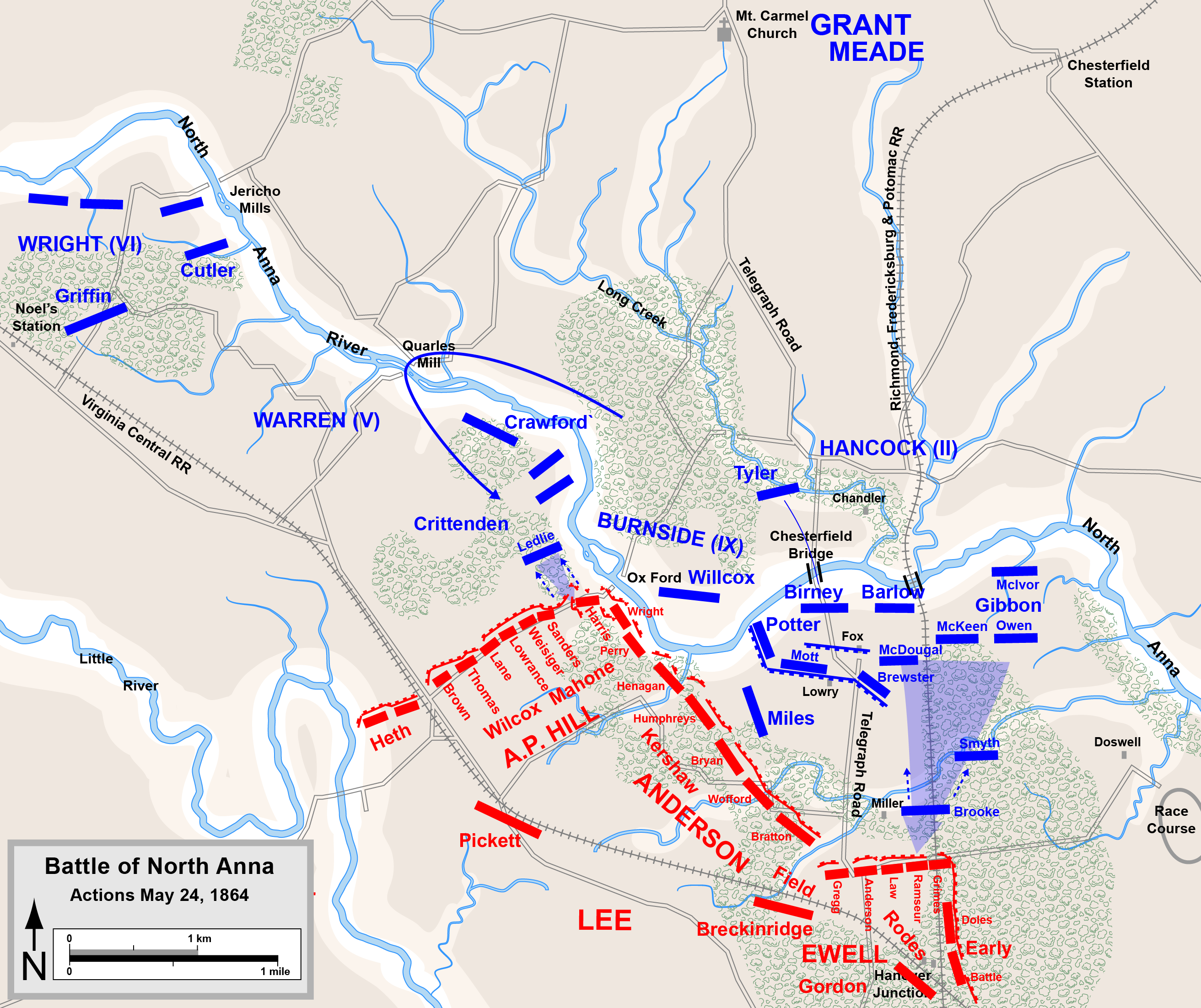
Bewegingen en actie op 24 mei

De volgende ochtend stuurde Grant extra troepen naar de overzijde van de rivier. Wrights VI Corps stak bij Jericho Mills de rivier over rond 11.00 uur. Daarna rukten zowel Warren en Wright op naar de Virginia Central Railroad. Om 08.00 uur stak Hancocks II Corps de rivier over via Chesterfield Bridge. De voorhoede, bestaande uit de 20th Indiana en de 2nd U.S. Sharpshooters verdreven de Zuidelijke voorposten. Verder stroomafwaarts hakten de soldaten van het 8th Ohio een boom om die ze gebruikten als brug. Snel daarna werd ook daar een pontonbrug aangelegd waarlangs de divisie van generaal-majoor John Gibbon overstak. Grant liep stelselmatig in Lees val. Toen Grant zag hoe gemakkelijk ze de rivier overstaken, ging hij ervan uit dat Lee zich terugtrok. Hij stuurde een telegram naar Washington:”De vijand trek zich terug van de North Anna. We achtervolgen ze.”
De enig zichtbare verzetshaard tegen de Noordelijken was bij Ox Ford. Grant interpreteerde dit als een achterhoedegevecht. Grant stuurde het IX Corps van Burnside erop af. Om gemakkelijker aan de overkant van de rivier te geraken stuurde Burnside brigadegeneraal Samuel W. Crawford naar voren om de doorwaadbare plaats in te nemen. Daarna diende generaal-majoor Thomas L. Crittenden de rivier over te steken en op te rukken naar Ox Ford om de Zuidelijke stellingen vanuit westelijke richting aan te vallen. De voorhoede van Crittendens divisie bestond uit de brigade van James H. Ledlie. Hij was berucht voor zijn overmatig alcoholverbruik tijdens de diensturen. Half dronken door alcohol en ambitie besliste Ledlie om alleen met zijn brigade de aanval uit te voeren. De Zuidelijke stellingen werden bemand door de divisie van brigadegeneraal William Mahone. Ledlie stuurde de 35th Massachusetts naar voren. Hun aanval werd bloedig afgeslagen. Ledlie stuurde daarop een officier naar Crittenden om nog drie extra regimenten te krijgen als versterking. Verrast door deze vraag, stuurde Crittenden de officier terug met het bevel van geen aanvallen uit te voeren tot de rest van de divisie de rivier was overgestoken.
Toen de officier terug was, trof hij Ledlie volledig dronken aan. Ondanks de aanwezigheid van enkele Zuidelijke batterijen liet hij een tweede aanval uitvoeren. Op het moment van de aanval begon het te stortregenen wat de aanval alleen maar moeilijker maakte. Al snel braken alle regimenten de aanval af en trokken zich terug naar Quarles Mill. Ondanks de mislukte aanvallen, werd Ledlie geprezen voor het uitmuntend gedrag van zijn brigade. Hij werd tot divisiecommandant gepromoveerd. Zijn dronkenschap bleef een probleem tot zijn desastreus optreden in de Slag bij de Krater in juli.
Hancocks II Corps begon zijn opmars vanaf Chesterfield Bridge op het moment dat Ledlie de rivier overstak. Hancock stuurde de divisie van Gibbon vooruit langs de spoorweg. Na het verjagen van Zuidelijke voorposten botste hij op de defensieve stellingen van brigadegeneraal Evander M. Law en kolonel William R. Cox. De voorste brigade van Gibbon onder leiding van kolonel Thomas A. Smyth beet de spits af. De Zuidelijke voerden een tegenaanval uit. Al snel was de volledige divisie van Gibbon in de strijd betrokken. De gevechten werden tijdelijk gestaakt door de storm terwijl de soldaten hun buskruit probeerden droog te houden. Toen de regen verminderde, kwam de divisie van generaal-majoor David B. Birney Gibbon te hulp gesneld. Zelfs deze concentratie van soldaten kon de Zuidelijke linies niet doorbreken.
Hoewel de Noordelijken exact volgens de verwachtingen van Lee gehandeld hadden, kon hij geen munt slaan uit de situatie. Lee leed aan een acute aanval van diarree en werd aan zijn bed gekluisterd. Hij had geen capabele onderbevelhebber aan wie hij de coördinatie van het leger kon toevertrouwen. Luitenant-generaal A.P. Hill was ziek gevallen tijdens de Slag in de Wildernis. Hij was reeds teruggekeerd, maar door zijn aandoening had hij ondermaats gepresteerd bij Jericho Mills. Luitenant-generaal Richard S. Ewell was uitgeput na de Slag bij Spotsylvania Court House. Generaal-majoor J.E.B. Stuart was gesneuveld na de Slag bij Yellow Tavern. Luitenant-generaal James Longstreet was eveneens gewond geraakt in de Wildernis en zijn vervanger, generaal-majoor Richard H. Anderson was nog te onervaren op korpsniveau.
Rond 18.30 uur stuurde Hancock een boodschap naar Meade met de mededeling dat de stellingen van Lee even sterk waren als die bij Spotsylvania Court House. Grant zag uiteindelijk in dat zijn leger niet kon doorbreken. Hij liet zijn soldaten zich ingraven. De genie bouwde verschillende pontbruggen om de oversteek vlotter te laten verlopen en de communicatie tussen de twee vleugels te bevorderen.
In de loop van de avond van 24 mei werden er veranderingen doorgevoerd aan de top. Grant en Meade hadden tijdens de veldtocht verschillende discussies en ruzies gehad over de te volgen strategie en tactiek. Om Meade tegemoet te treden werd het IX Corps van generaal-majoor Ambrose Burnside toegevoegd aan het Army of the Potomac. Hoewel Burnside een langere carrière had dan Meade, accepteerde Burnside zijn nieuwe positie ten opzichte van zijn nieuwe bevelhebber.

## 25 en 26 mei: De oppenenten wachten af

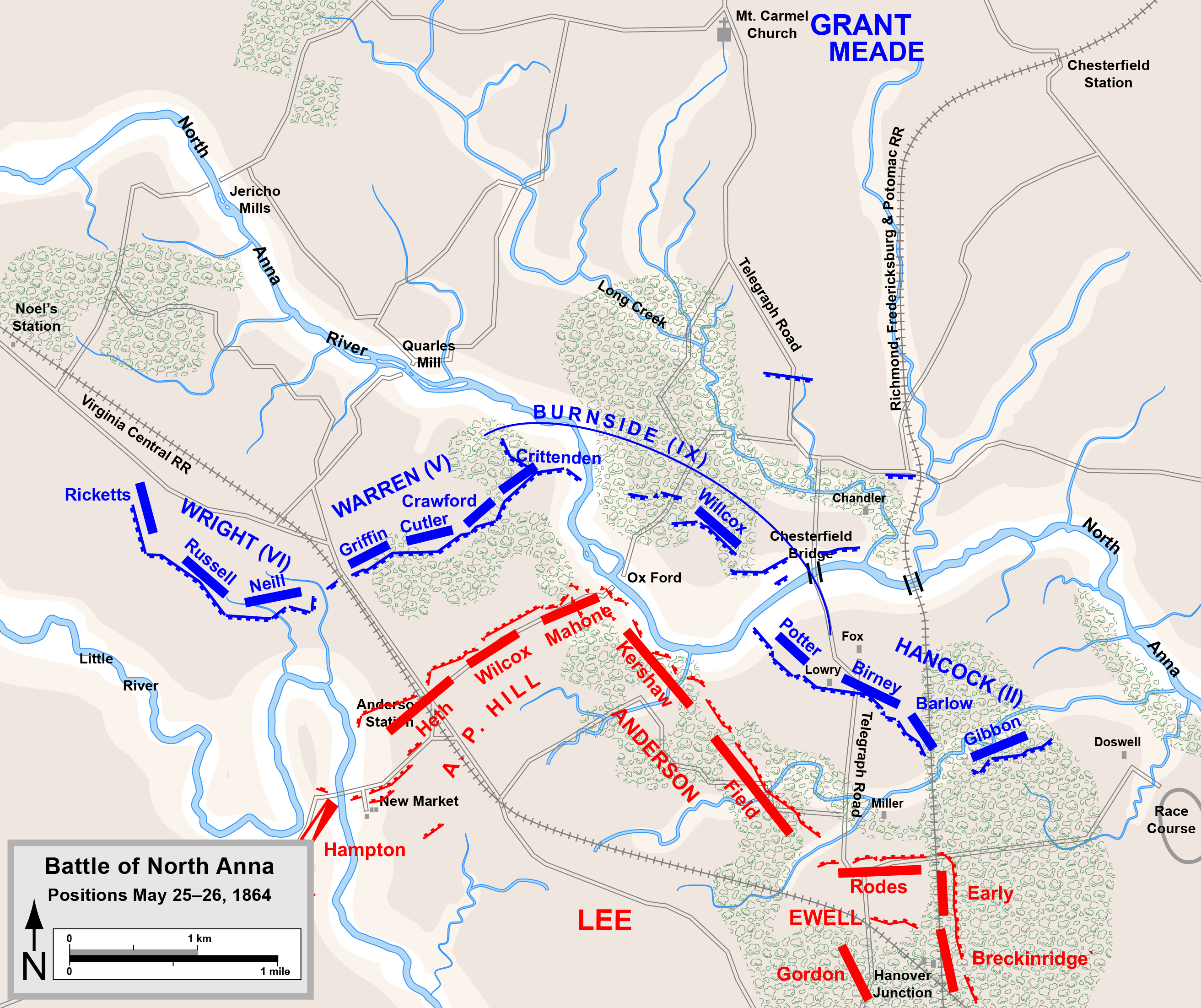
De Noordelijke en Zuidelijke stellingen op 25 en 26 mei, 1864 langs de North Anna

In de ochtend van 25 mei tastte het V Corps van Warren de stellingen van A.P. Hill af. De Zuidelijke stellingen waren echter te sterk. Wrights VI Corps probeerde Zuidelijke linies te flankeren via de Little River. Daar botste hij echter op de cavalerie van Wade Hampton. Hancock kende reeds de sterkte van de vijandelijke linies en deed die dag niets. In de loop van de dag werden verschillende schermutselingen uitgevochten. De Noordelijken vernietigden 5 km van de Virginia Central Railroad. Grant had weinig opties. De slachting bij Spotsylvania sloot een frontale aanval uit. Ook een flankeerbeweging was ontuitvoerbaar. Toch bleef Grant optimistisch. Hij interpreteerde de stellingname van Lee als een zwakte.

## Gevolgen
Zoals Grant deed na de Wildernis en Spotsylvania bereidde hij opnieuw een grote omtrekkende beweging rond Lees flank in zuidoostelijke richting voor. Hij zou zijn leger ten oosten van de Pamunkeyrivier laten marcheren om zijn bewegingen te maskeren. Hij liet zijn depots overbrengen naar Port Royal langs de Rappahannock. De cavaleriedivisie van brigadegeneraal James H. Wilson stuurde hij over de North Anna om dan in westelijke richting op te rukken. Dit was bedoeld om Lee te doen denken dat zijn linkerflank bedreigd was. De cavalerie vernietigde verschillende kilometers van de spoorweg maar botste niet op sterke vijandelijke tegenstand. Toen het donker werd op 26 mei staken Wright en Warren in alle stilte de North Anna over. Ze vertrokken in oostelijke richting om de Pamunkey over te steken bij Hanovertown. Burnside en Hancock bleven ter plaatse om dit manoeuvre te dekken. Ondertussen was de rest van de Noordelijke cavalerie onder leiding van generaal-majoor Philip Sheridan teruggekeerd om de flanken te beschermen. Het volgende doel van het Noordelijke leger was het belangrijke kruispunt bij Cold Harbor.
De Noordelijken hadden 2.623 soldaten verloren. Over de Zuidelijke verliezen is niet veel bekend maar wordt geschat op een 2.500 slachtoffers.

## Aanbevolen literatuur
- Alexander, Edward P. Fighting for the Confederacy: The Personal Recollections of General Edward Porter Alexander. Edited by Gary W. Gallagher. Chapel Hill: University of North Carolina Press, 1989. ISBN 0-8078-4722-4.
- Carmichael, Peter S., ed. Audacity Personified: The Generalship of Robert E. Lee. Baton Rouge: Louisiana State University Press, 2004. ISBN 0-8071-2929-1.
- Catton, Bruce. Grant Takes Command. Boston: Little, Brown & Co., 1968. ISBN 0-316-13210-1.
- Catton, Bruce. A Stillness at Appomattox. Garden City, NY: Doubleday and Company, 1953. ISBN 0-385-04451-8.
- Foote, Shelby. The Civil War: A Narrative. Vol. 3, Red River to Appomattox. New York: Random House, 1974. ISBN 0-394-74913-8.
- Frassanito, William A. Grant and Lee: The Virginia Campaigns 1864–1865. New York: Scribner, 1983. ISBN 0-684-17873-7.
- Gallagher, Gary W., ed. The Wilderness Campaign. Chapel Hill: University of North Carolina Press, 1997. ISBN 0-8078-2334-1.
- Jaynes, Gregory, and the Editors of Time-Life Books. The Killing Ground: Wilderness to Cold Harbor. Alexandria, VA: Time-Life Books, 1986. ISBN 0-8094-4768-1.
- King, Curtis S., William Glenn Robertson, and Steven E. Clay. Staff Ride Handbook for the Overland Campaign, Virginia, 4 May to 15 June 1864: A Study in Operational-Level Command. Fort Leavenworth, KS: Combat Studies Institute Press, 2006. .
- Lyman, Theodore. With Grant and Meade: From the Wilderness to Appomattox. Edited by George R. Agassiz. Lincoln: University of Nebraska Press, 1994. ISBN 0-8032-7935-3.
- Miller, J. Michael. "Even to Hell Itself": The North Anna Campaign, May 21–26, 1864. Lynchburg, Virginia: H. E. Howard, 1989. ISBN 978-0-930919-71-9.
- Power, J. Tracy. Lee's Miserables: Life in the Army of Northern Virginia from the Wilderness to Appomattox. Chapel Hill: University of North Carolina Press, 1998. ISBN 0-8078-2392-9.
- Rhea, Gordon C. The Battle of Cold Harbor. National Park Service Civil War series. Fort Washington, PA: U.S. National Park Service and Eastern National, 2001. ISBN 1-888213-70-1.
- Smith, Jean Edward. Grant. New York: Simon & Schuster, 2001. ISBN 0-684-84927-5.
- Simpson, Brooks D. Ulysses S. Grant: Triumph over Adversity, 1822–1865. Boston: Houghton Mifflin, 2000. ISBN 0-395-65994-9.
- Trudeau, Noah Andre. Bloody Roads South: The Wilderness to Cold Harbor, May–June 1864. Boston: Little, Brown & Co., 1989. ISBN 978-0-316-85326-2.
- Wert, Jeffry D. The Sword of Lincoln: The Army of the Potomac. New York: Simon & Schuster, 2005. ISBN 0-7432-2506-6.